# Vanessa Acosta
Vanessa Acosta Rodríguez (Ciudad de México, 18 de julio de 1979) es una actriz mexicana de televisión y de doblaje.

## Biografía
Vanessa Acosta nació el 18 de julio de 1979 en Ciudad de México. Es hija del director de cine José Acosta y de la actriz de doblaje Dulce María Romay.
Inició en los melodramas de TV Azteca en Nada personal (1996) y Al norte del corazón (1997) con papeles pequeños.
Tiempo después participó en las telenovelas Perla, Señora, Marea brava, El amor no es como lo pintan, Súbete a mi moto y Un nuevo amor.
En 2015 vuelve a las telenovelas con Caminos de Guanajuato. En 2016 participa en el unitario Un día cualquiera.
En los últimos años se ha dedicado a la venta de bienes raíces (inmuebles).
En 2025 participa en la cuarta temporada de la serie Rosario Tijeras.

## Filmografía

### Televisión
| Año        | Título                        | Personaje                                                                                       |
| ---------- | ----------------------------- | ----------------------------------------------------------------------------------------------- |
| 2025       | Rosario Tijeras 4             | Macaria                                                                                         |
| 2024       | Intercambiadas                |                                                                                                 |
| 2023       | Volver a caer                 | Violeta                                                                                         |
| 2023       | Lo que callamos las mujeres   | Ep. «Asunción: Decidir una vida»; Asunción                                                      |
| 2022       | Las bravas F.C.               | Soledad                                                                                         |
| 2022       | Rutas de la vida              | Dana                                                                                            |
| 2022       | Esta historia me suena        | Ep. «Un día más de vida»                                                                        |
| 2022       | Como dice el dicho            | Ep. «Caer del fuego para caer en las brasas»; Pilar                                             |
| 2021       | S.O.S me estoy enamorando     | Andrea                                                                                          |
| 2020       | Falsa identidad               | Juliana Hernández                                                                               |
| 2017       | Mujeres rompiendo el silencio | Ep. «Libre de verdad»; Gina                                                                     |
| 2016       | Un día cualquiera             | Eps. «Desorden de identidad en la integridad corporal»; Leticia /«Maternidad subrogada»; Silvia |
| 2015       | Baila si puedes               | Participante                                                                                    |
| 2015       | Caminos de Guanajuato         | Alba Rosaura Coronel                                                                            |
| 2007       | Lo que la gente cuenta        | Ep. «La llorona»                                                                                |
| 2005       | Machos                        | Belén Martínez                                                                                  |
| 2004       | Soñarás                       | Isabela                                                                                         |
| 2003       | Un nuevo amor                 | Isabel Olmedo                                                                                   |
| 2002-2003  | Súbete a mi moto              | María José Toledo Burgos                                                                        |
| 2001, 2017 | Lo que callamos las mujeres   | Eps. «El resto de mi vida»; Fernanda - «Equivocada»; Laura /«De niña a madre»; Margarita        |
| 1999-2000  | El amor no es como lo pintan  | Alicia Ramírez Campos/Desirée Ramírez Campos                                                    |
| 1999       | Marea brava                   | Rita                                                                                            |
| 1998       | Señora                        | Dolores de joven                                                                                |
| 1998       | Perla                         | Georgina Valderrama                                                                             |
| 1997       | Al norte del corazón          |                                                                                                 |
| 1996       | Nada personal                 | Paula                                                                                           |